# Joris Mathijsen
Joris Mathijsen (født 5. april 1980 i Goirle, Holland) er en hollandsk tidligere fodboldspiller. Gennem karrieren spillede han for henholdsvis Willem II, Feyenoord og AZ i den hollandske Æresdivision, tyske Hamburger SV samt spanske Málaga.

## Landshold
Mathijsen spillede desuden for Hollands fodboldlandshold, som han blandt andet repræsenterede ved VM i 2006, EM i 2008 og VM i 2010. Han spillede sin første landskamp den 17. november 2004 i en kamp mod Andorra.